# Арзев
Арзе́в (араб. أرزيو‎ — произносится «Арзё» или «Арзью», фр. Arzew) — коммуна и порт на севере Алжира, на территории вилайета Оран административный центр одноимённого округа.

## Географическое положение
Коммуна находится в северо-восточной части вилайета, на высоте 131 метра над уровнем моря.
Коммуна расположена на расстоянии приблизительно 400 километров к западу от столицы страны Алжира и в 35 км к северо-востоку от административного центра вилайета Орана.

## Демография
По состоянию на 2008 год население Арзева составляло 85 658 человек.
| Динамика численности населения коммуны по годам: | Динамика численности населения коммуны по годам: | Динамика численности населения коммуны по годам: | Динамика численности населения коммуны по годам: |
| 1901                                             | 1954                                             | 1966                                             | 1977                                             |
| ------------------------------------------------ | ------------------------------------------------ | ------------------------------------------------ | ------------------------------------------------ |
| 5600                                             | ↗10 500                                          | ↗11 500                                          | ↗20 970                                          |
| 1987                                             | 1998                                             | 2008                                             |                                                  |
| ↗40 473                                          | ↗53 327                                          | ↗85 658                                          |                                                  |

## Галерея

Виды Арзева
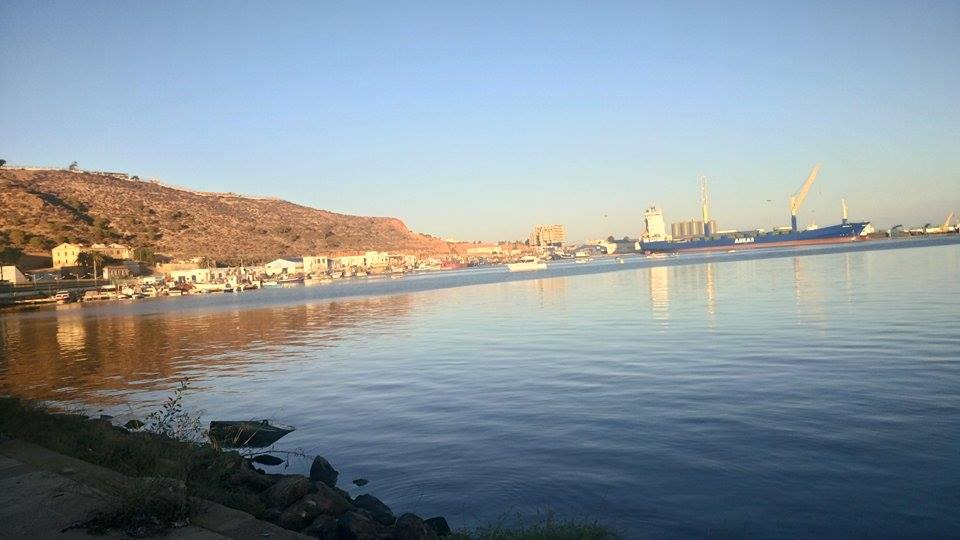
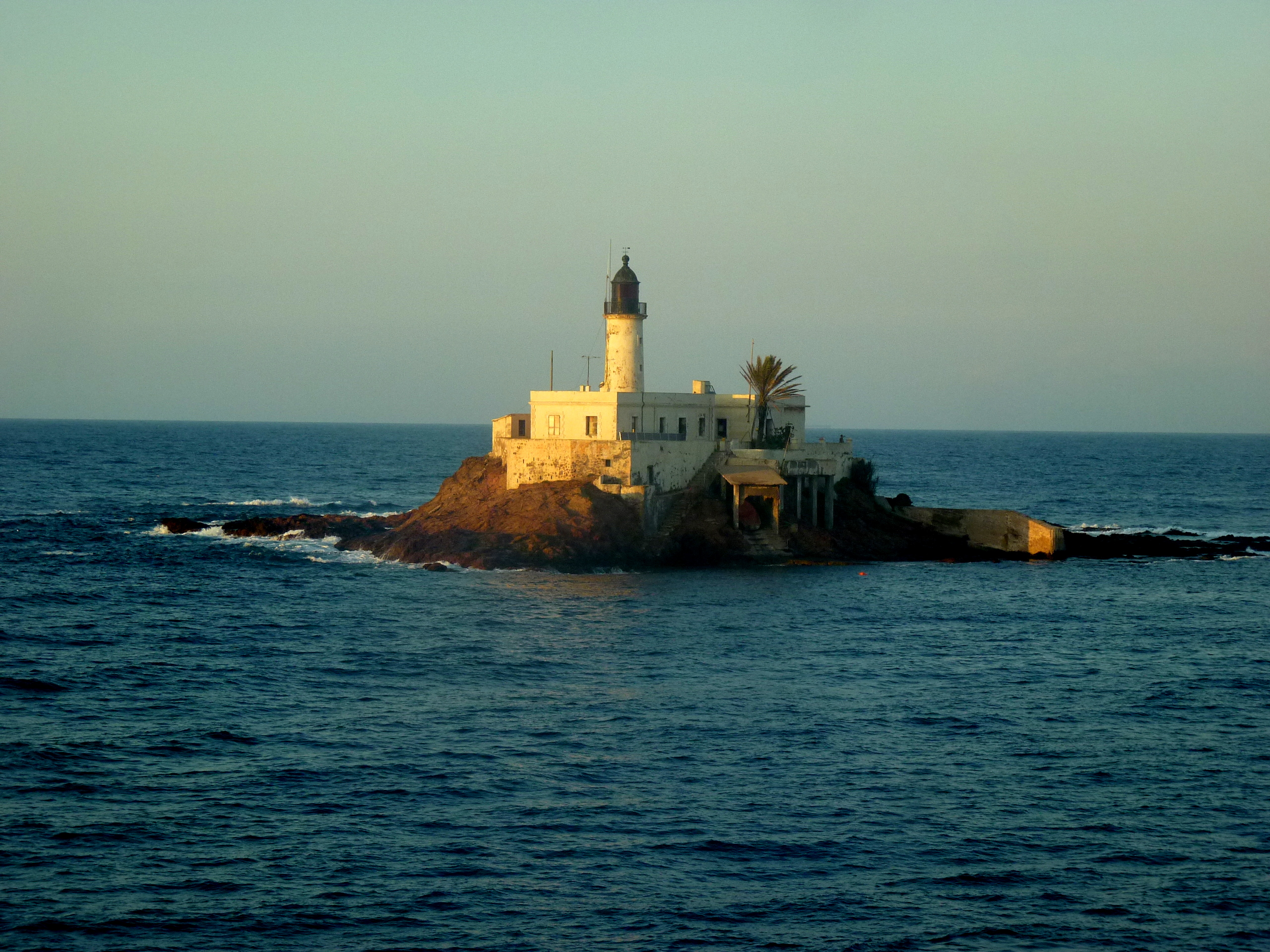
Маяк[фр.] на острове Арзев
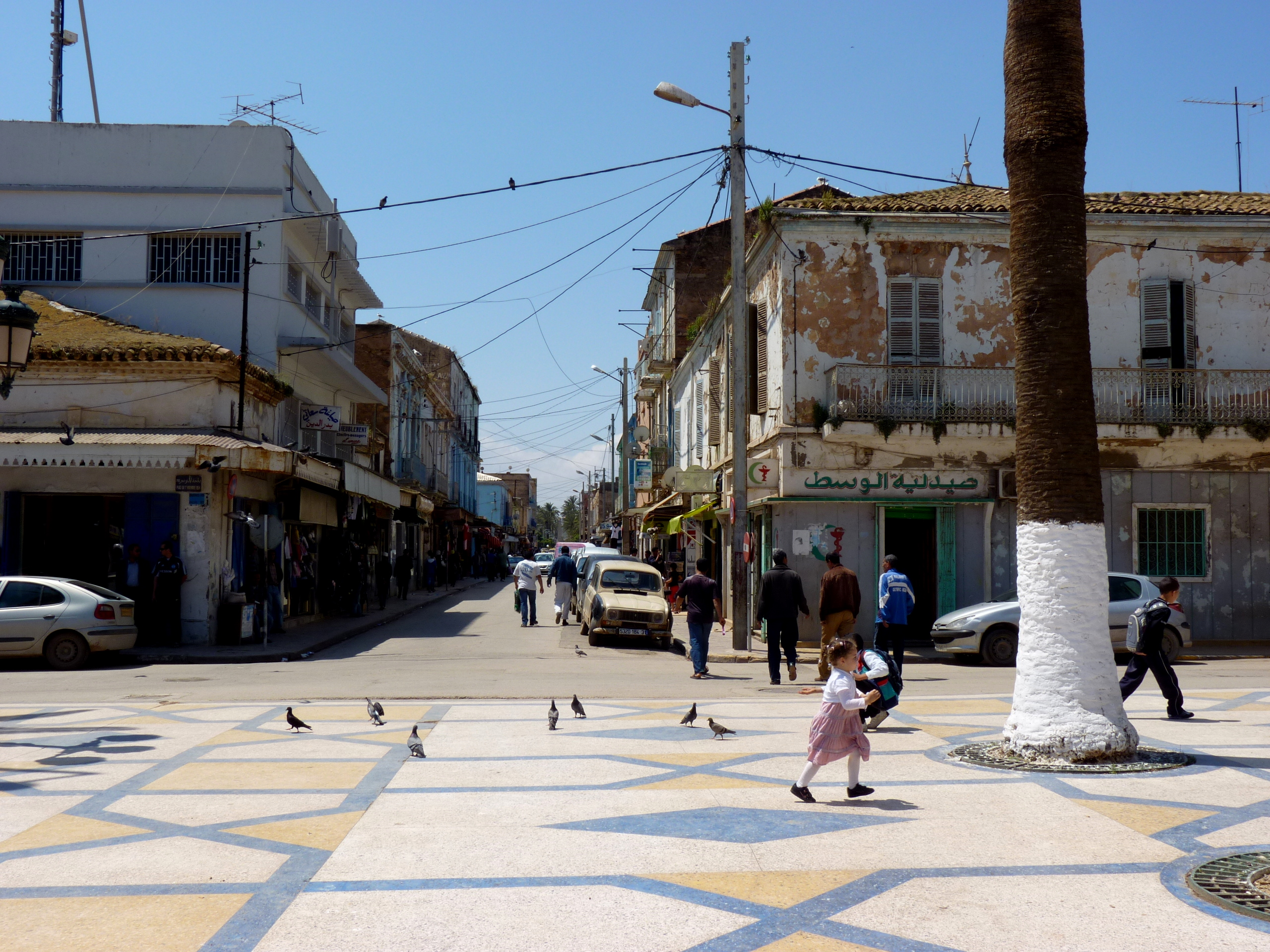
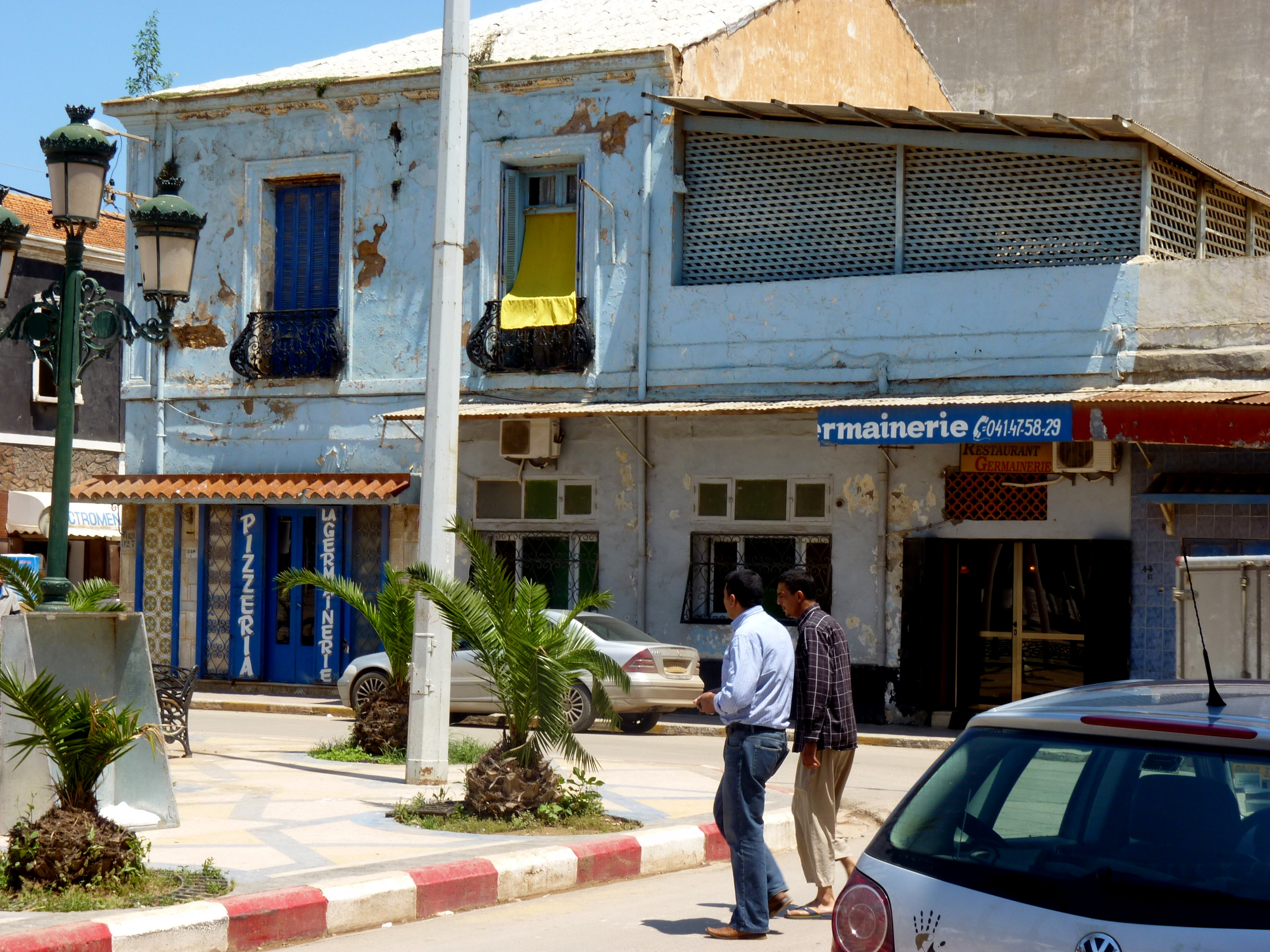
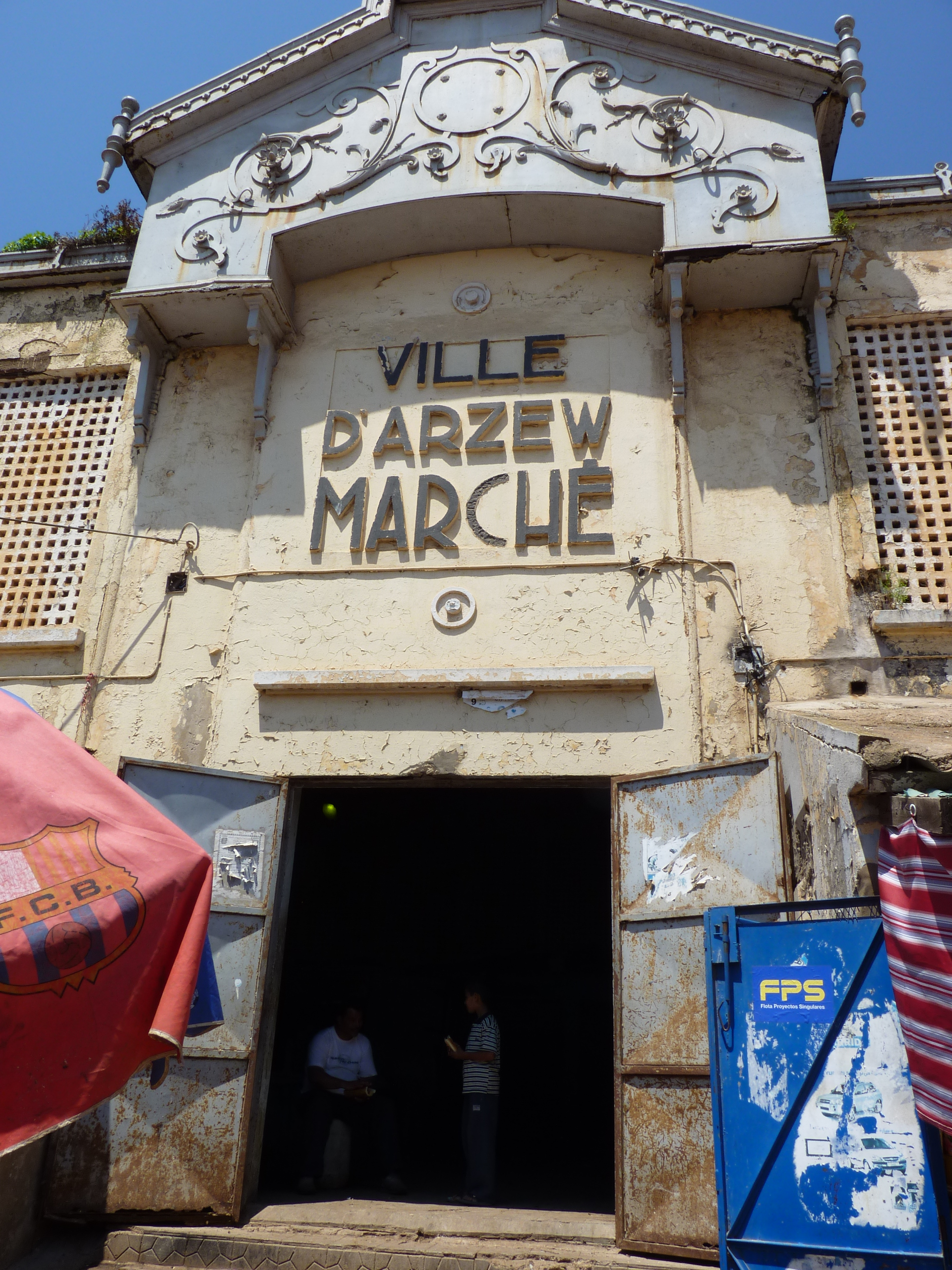
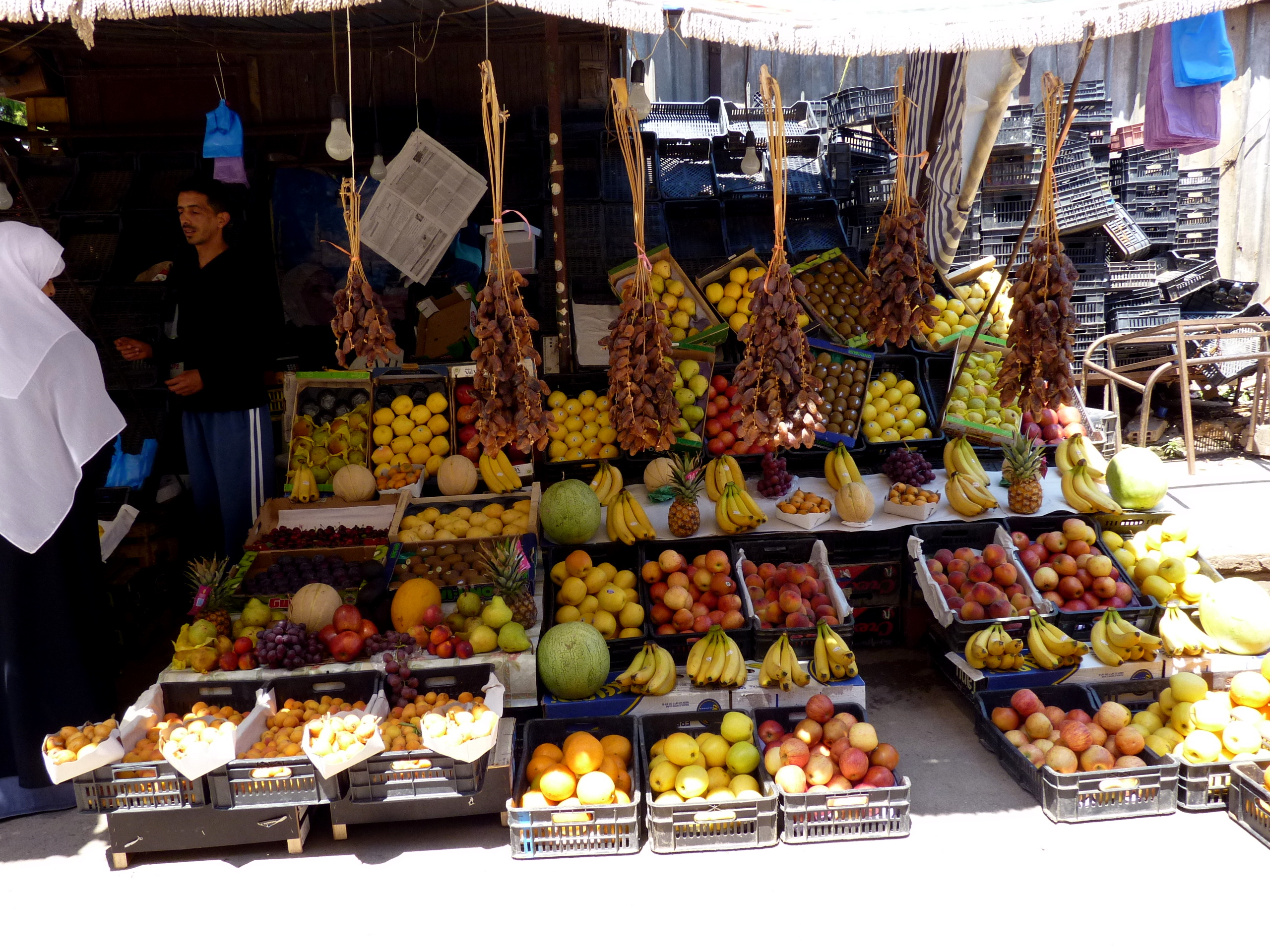